# Manpei Miyazaki
 (septembre 2013).
Manpei Miyazaki (宮崎 万平, Miyazaki Manpei) est un peintre japonais du XXe siècle, né en 1928 à Shizuoka.

## Biographie
Manpei Miyazaki est un peintre à tendance abstraite géométrique. Il est diplômé de l'École des Beaux-Arts de Kyoto. En 1966-1967, il fait un séjour à New York. Il participe à de nombreuses expositions collectives, dont : en 1965 au Musée d’art moderne de Kyoto ; En 1968 à New York, San Francisco Art nouveau Géométrique, et à Oakland; en 1970 au Musée cantonal des beaux-arts de Lausanne 3e Salon International des Galeries Pilotes; etc. Il présente des ensembles dans de nombreuses expositions personnelles.
Comme de nombreux Japonais dans les années 1960, il pratique une abstraction géométrique, dont l'extrême simplicité des formes l'apparente à la fois au minimalisme américain et à une tradition japonaise de la symbolique des formes et des couleurs.